# سموم بكتيرية
سموم بكتيرية (بالإنجليزية: Bacterial toxin)‏ هو سموم ينتجه البكتيريا

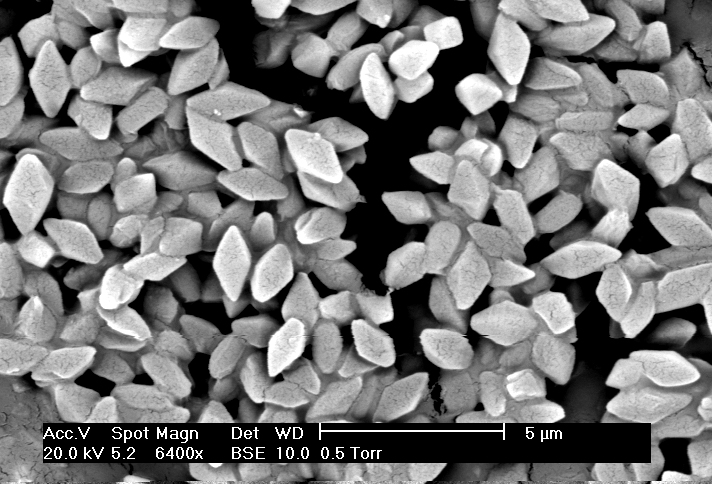

.قد تكون هذه السموم البكتيرية مرضية مثل التي تسببها البكتيريا العنقودية الذهبية
يمكن تصنيفها إلى نوعين:
- سموم خارجي تفرزه البكتيريا
- سموم داخلي وهو جزء من البكتيريا نفسها، ويكون عادة جزء من الغشاء الخارجي الجرثومي.

تستخدم بعض أنواع السموم البكتيرية في علاج الأورام.